# 小牧市立光ヶ丘小学校
小牧市立光ヶ丘小学校（こまきしりつ ひかりがおかしょうがっこう）は、愛知県小牧市にある市立の小学校である。

## 概要
開校当初は430名だったが住宅が次々と建てられ急激に増加していき、7年の間1000名を上回っていた。最大児童数は1231名だった。

## 沿革
- 1988年（昭和63年）4月2日 - 開校
- 2006年（平成18年）11月 - グラウンドの地中に、環境基準を超える鉛が埋められていたことが判明。(桃花台ニュータウン#地盤沈下と土壌汚染)

## 所在地
- 愛知県小牧市光ヶ丘3丁目50番地

## 周辺
- 小牧市立光ヶ丘中学校
- 私立旭ヶ丘第二幼稚園
- 桃花台第4公園
- 中央自動車道